# Гематококк дождевой

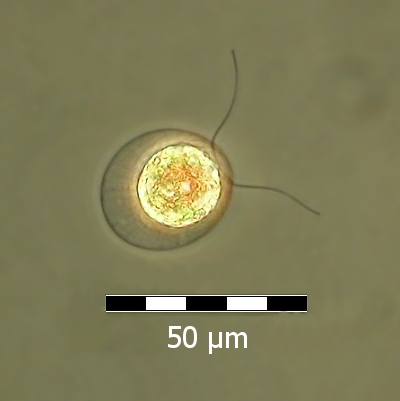
Индивидуальная жгутиковая клетка H. pluvialis

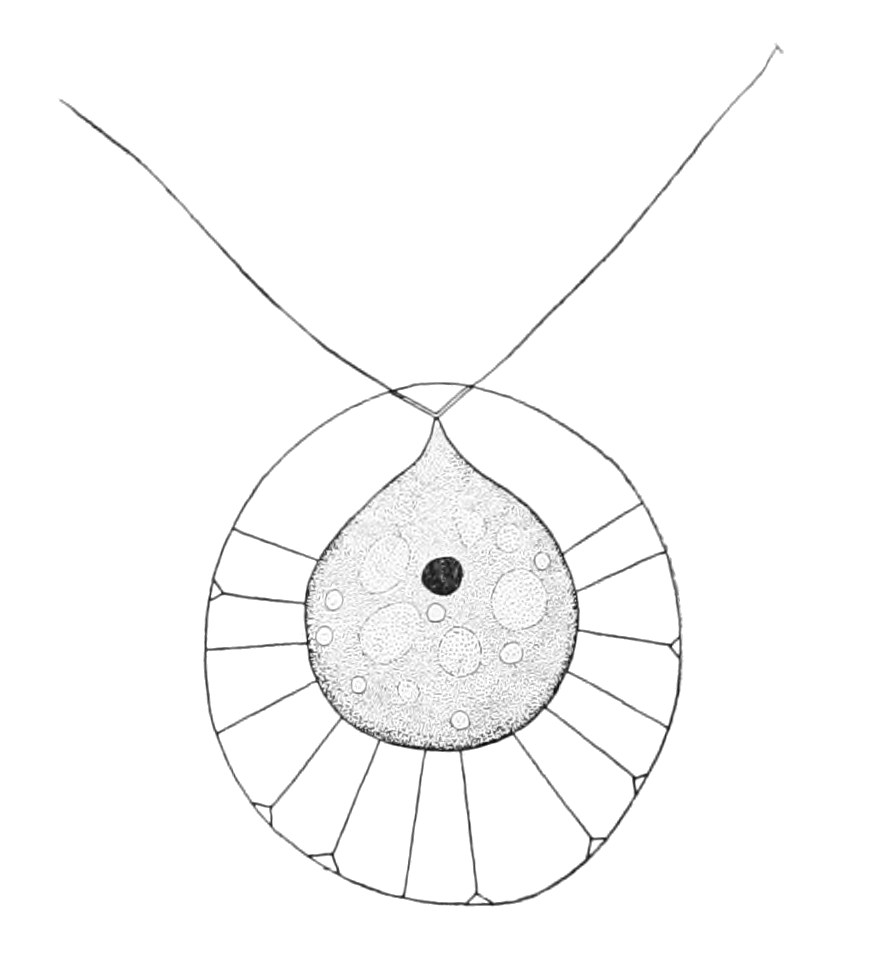
Схематическое изображение H. pluvialis

Гематококк дождевой (лат. Haematococcus pluvialis) — вид пресноводных зелёных водорослей из семейства Haematococcaceae порядка Хламидомонадовые. Известен высоким содержанием сильного антиоксиданта астаксантина, который находит применение в качестве пищевой добавки в аквакультуре и на птицефермах, а также используется в качестве биологически активной добавки и компонента косметических средств.

## Нахождение в природе
Haematococcus pluvialis распространена в регионах с умеренным климатом. Присутствием его цист, содержащих большое количество астаксантина, может объясняться кроваво-красный цвет, появляющийся на дне высохших бассейнов и фонтанов, на скалах и берегах морей, в прудах для разведения рыбы и на поверхностях крыш.
Присутствие Haematococcus pluvialis обнаружено в водоёмах, пополняемых тающим снегом. Такое явление, как «красный снег», также связывают с присутствием водорослей, содержащих астаксантин.

## Использование

### Haematococcus pluvialisкак кормовая добавка
Добавка Haematococcus pluvialis в пищу кур-несушек придаёт желтку ярко-жёлтую с красноватым оттенком окраску.
Введение водорослей, обогащённых астаксантином, в рацион цыплят увеличивает их выживаемость и благоприятно сказывается на росте.
Использование Haematococcus pluvialis в качестве компонента корма для лососёвых рыб позволяет добиться увеличения интенсивности красной окраски мышечной ткани, в частности эта водоросль находит широкое применение в аквакультуре в странах Юго-Восточной Азии.
Использование водорослей Haematococcus в качестве компонента кормов разрешено в США (с ограничением по содержанию астаксантина в готовом корме не более 80 мг/кг).

### Haematococcus pluvialisкак источник астаксантина
В хороших условиях водоросль имеет зелёную окраску, но если условия окружающей среды становятся неблагоприятными для нормального роста клеток (в частности при действии яркого света, высокой солёности и низкой доступности питательных веществ), клетки начинают переходить в покоящуюся фазу и интенсивно вырабатывать астаксантин.
В покоящихся клетках присутствует большое количество астаксантина, который быстро вырабатывается и накапливается. Содержание астаксантина может достигать 3,8—4,0 % (в расчёте на сухое вещество), что делает Haematococcus pluvialis важнейшим сырьём для промышленного производства этого соединения.

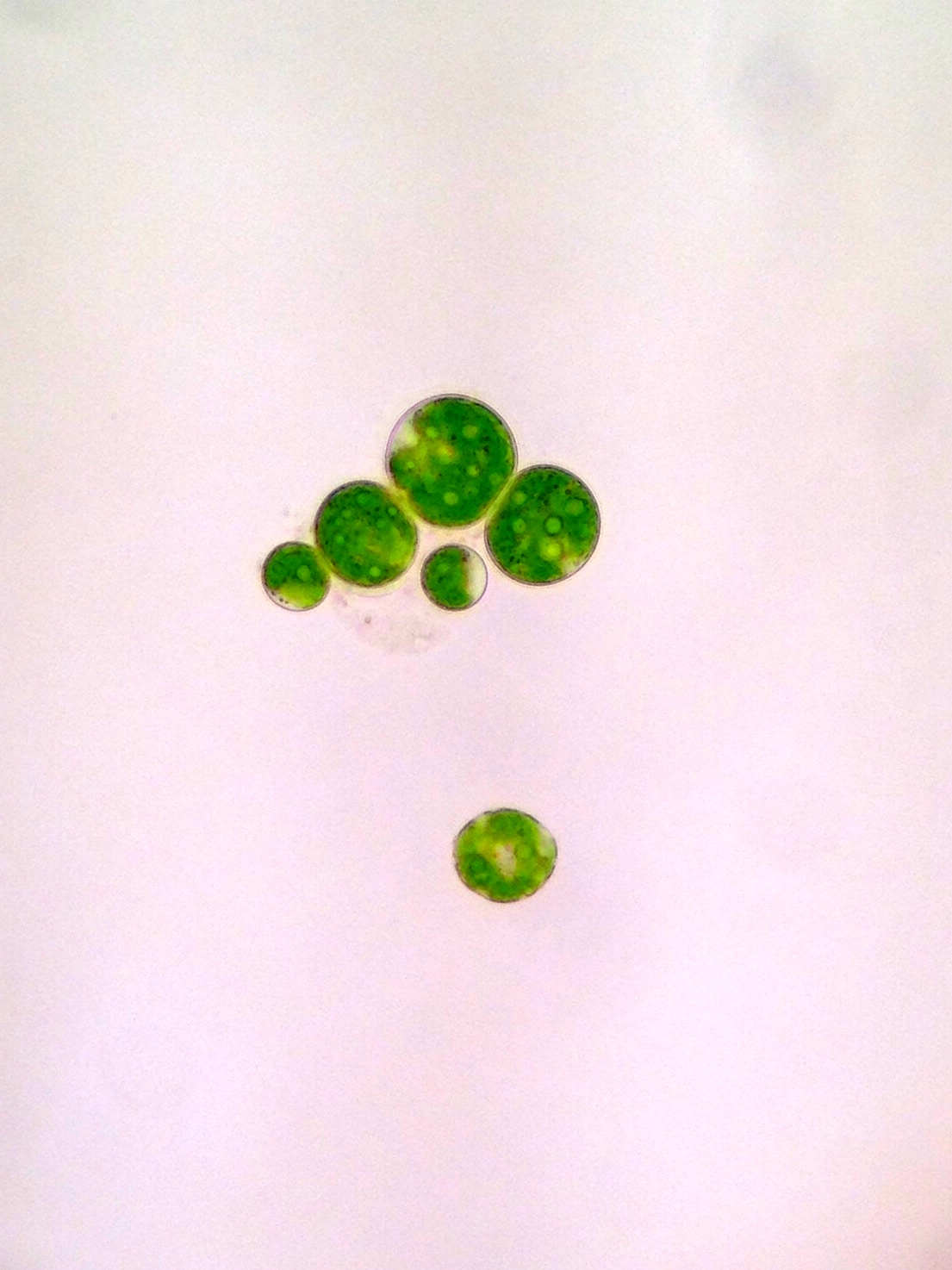
H. pluvialis (в благоприятных условиях клетки имеют зелёную окраску
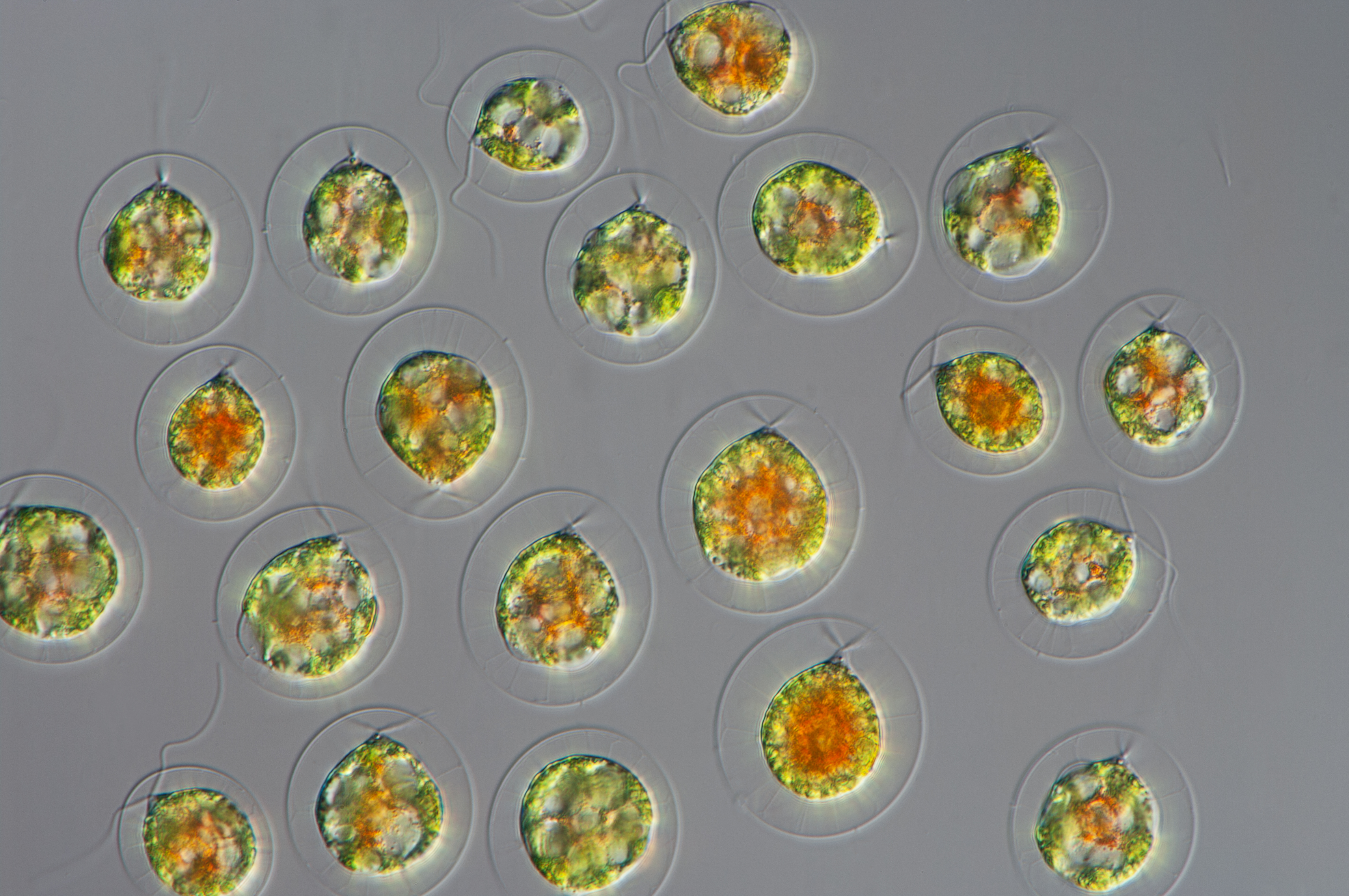
H. pluvialis — начало выработки астаксантина (зелёная окраска ещё видна, но появляется красное окрашивание).
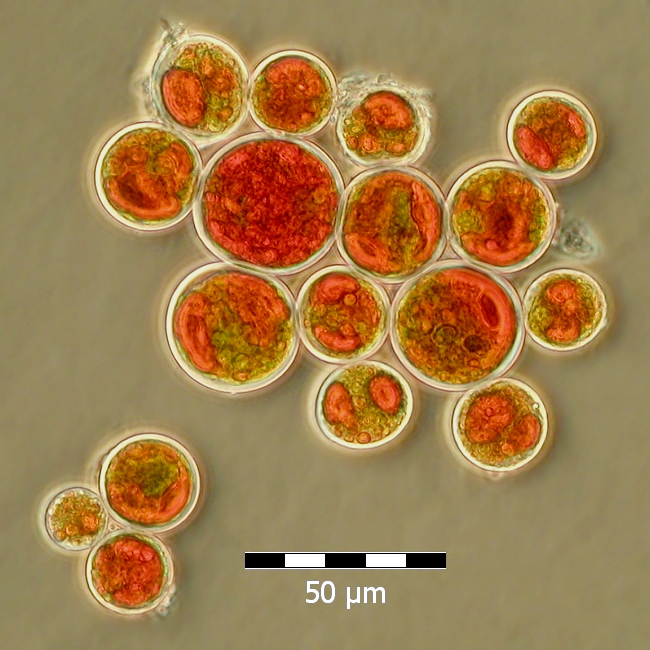
H. pluvialis — благодаря выработке астаксантина клетки приобрели красную окраску

Более чем 99 % астаксантина в этой водоросли присутствует в форме моноацилэфира, и именно в этой форме он используется в клинических испытаниях на людях.

## Выращивание в промышленных условиях
Несмотря на распространённость Haematococcus pluvialis в естественных условиях, для промышленных целей используется искусственные методы выращивания. Основной целью промышленного выращивания является не просто получение биомассы, как для многих других водорослей, а достижение оптимального выхода астаксантина, для чего важное значение имеет подбор условий и состава среды.
Так, в автотрофных условиях среду обогащают солями аммония, нитратами и мочевиной, а в миксотрофных для интенсификации образования астаксантина прибавляют хлорид натрия, обедняют культуральную среду азотистыми соединениями и регулируют интенсивность светового облучения.
Для увеличения выхода применяют многостадийный процесс, включающий повторное чередование стадий «зелёного» роста и стадий аккумулирования астаксантина.
Существуют и другие варианты сред для выращивания, в частности в качестве питательного материала находит использование отход спиртового производства — паточная барда.

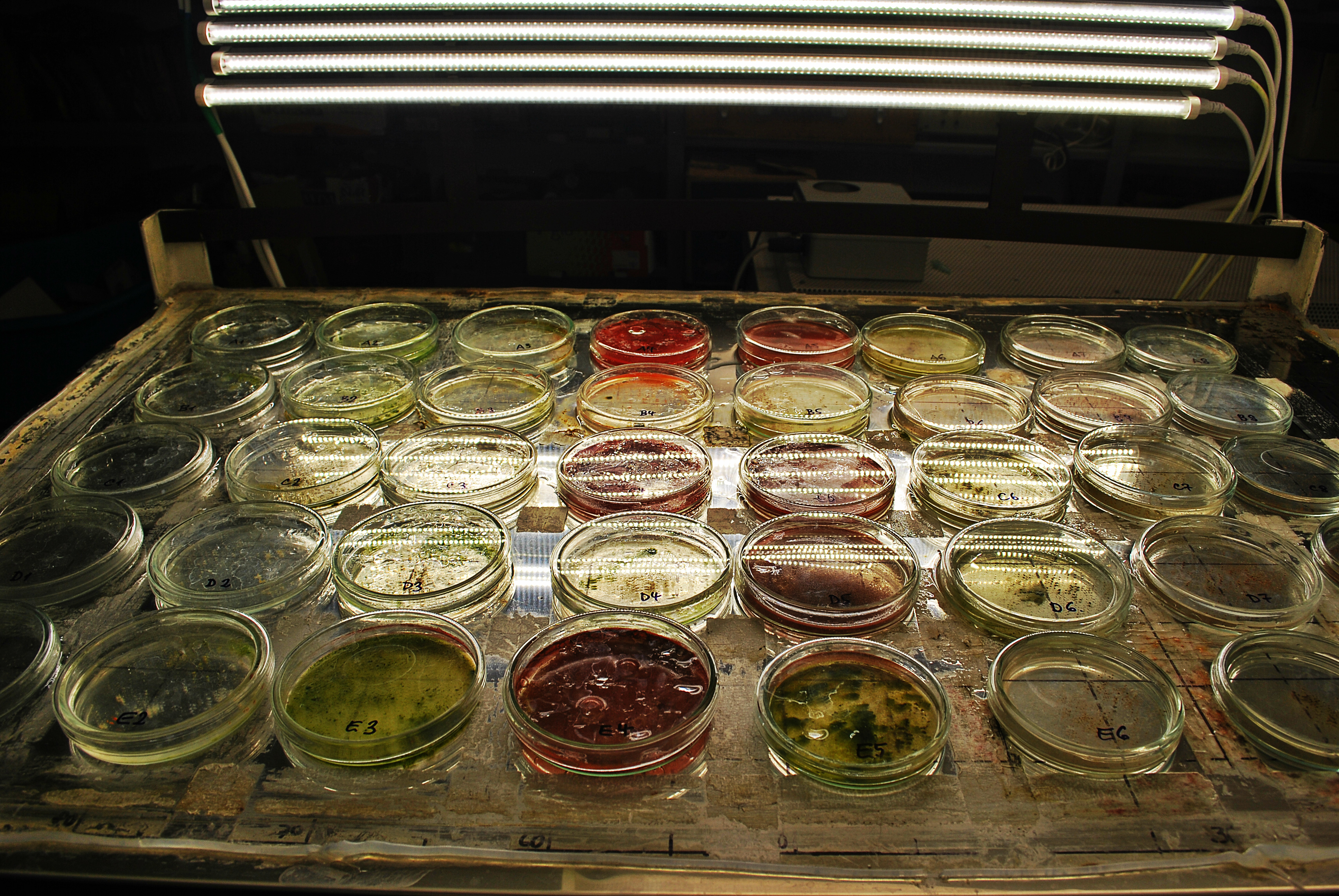
Выращивание в лабораторных условиях (облучение светом для стимулирования выработки астаксантина)